# Anidrytus nitidularius
Anidrytus nitidularius es una especie de coleóptero de la familia Endomychidae.

## Distribución geográfica
Habita en México.